# Большой Шишим
Большо́й Шиши́м (Шиши́м) — река в юго-западной части Свердловской области, правый приток Чусовой, протекает по территории городского округа Первоуральск и частично Новоуральского городского округа.
Река образуется при слиянии Чёрного и Казачьего Шишимов. Устье расположено напротив посёлков Коуровка и Прогресс, в 385 км от устья Чусовой. Длина Большого Шишима — 27 км, площадь водосборного бассейна — 550 км². Общая длина водотока от истока реки Казачий Шишим — 67 км. Чёрный Шишим имеет своим притоком Восточный Шишим.
Река протекает по малонаселённой лесной местности.
Высота истока — 304 м над уровнем моря.
Скала Шишимский камень на реке Чусовой — геоморфологический памятник природы.